# 布尔 (吉伦特省)
布尔（法語：Bourg，法語發音：[buʁ] ⓘ）是法国吉伦特省的一个市镇，属于布莱区。

## 地理
布尔（45°2'24"N, 0°33'26"W）面积10.54 平方千米，位于法国新阿基坦大区吉倫特省，该省份为法国西南部沿海省份，是法國本土面积最大的省，北起滨海夏朗德省，西临大西洋，南至朗德省，东南接洛特-加龍省，东临多爾多涅省。
与布尔接壤的市镇（或旧市镇、城区）包括：朗萨克、昂贝斯、普里尼亚克和马尔康、圣瑟兰德布尔、萨莫纳克、托里亚克。
布尔的时区为UTC+01:00、UTC+02:00（夏令时）。

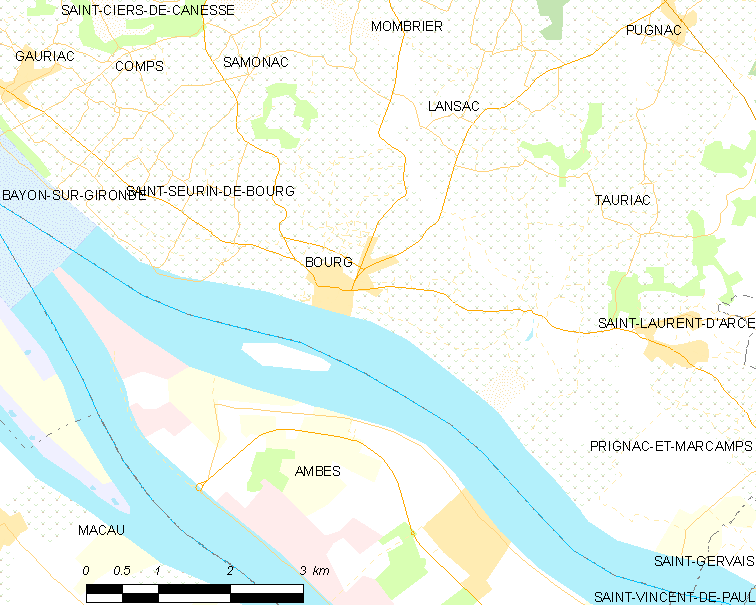
布尔的OSM定位图

## 行政
布尔的邮政编码为33710，INSEE市镇编码为33067。

## 政治
布尔所属的省级选区为河口县。

## 人口

1962-2008年间布尔人口变化图示

布尔于2022年1月1日时的人口数量为2264人。